# Ceraunian-bjergene
Ceraunian-bjergene (albansk: Malet e Vetëtimës, "Thunderbolt bjergene"; græsk: Κεραύνια Όρη, Keravnia ori; latin: Cerauni Montes), også almindeligvis Akroceraunian-bjergene (oldgræsk: Ἀκροκεραύνια, albansk: Malet Akrokeraune ), er en kystnær bjergkæde i det sydvestlige Albanien, inden for amtet Vlorë. Området stiger fra den nordøstlige bred af Det Ioniske Hav. Den strækker sig ca. 100 km i sydøst-nordvestlig retning nær Saranda langs den albanske riviera i nærheden af Orikum. Geologisk hører Karaburun-halvøen til bjergkæden og danner de østlige Akroceraunian-bjerge. Bjergene er omkring 24 km lange og ca. 4-7 km brede.
Den højeste top er Maja e Çikës med en højde på 2.044 meter over havet. Llogarapasset (1.027 moh.) opdeler bjergene i en vestlig del, og Akroceraunian-bjergene inden for Karaburun-halvøen.

## Navn
Navnet Ceraunia stammer fra oldgræsk Κεραύνια ὄρη, betyder "torden-split toppe"  og henviser til det dårlige vejr og farerne for de rejsende.

## Historie
Den cerauniske bjergkæde ligger i den nordligste del af den større historiske og geografiske region Epirus. I henhold til græsk mytologi bosatte Abantesfolk fra Evia, som tidligere havde tilsluttet sig den antikke græske hær i trojanskrigen, i de cerauniske bjerge. De blev senere udvist af styrkerne i den antikke græske bystat Apollonia.
De cerauniske bjerge er blevet beskrevet af gamle forfattere som Ptolemaios, Strabo og Pausanias. Derfor er bjergene stadig kendt under dets klassiske navn. Julius Caesar satte først sin fod på Llogarapasset og hvilede sin legion ved Palasë på den Ioniske kyst under hans forfølgelse af Pompey.
|  |  |  |